# Liste der denkmalgeschützten Objekte in Gaubitsch
Die Liste der denkmalgeschützten Objekte in Gaubitsch enthält die 9 denkmalgeschützten, unbeweglichen Objekte der niederösterreichischen Gemeinde Gaubitsch.

## Denkmäler
| Foto |                 | Denkmal                                                                                   | Standort                                                  | Beschreibung | Metadaten |
| ---- | --------------- | ----------------------------------------------------------------------------------------- | --------------------------------------------------------- | --- | --- |
| ja   | Datei hochladen | Pfarrhof HERIS-ID: 13279 Objekt-ID: 9451                                                  | Gaubitsch 1 Standort KG: Gaubitsch                        | Der im Kern barocke Pfarrhof weist eine Fassade aus der ersten Hälfte des 19. Jahrhunderts auf. | BDA-Hist.: Q38174481 Status: § 2a Stand der BDA-Liste: 2025-06-30 Name: Pfarrhof GstNr.: 3                                                           |
| ja   | Datei hochladen | Lichtsäule HERIS-ID: 13281 Objekt-ID: 9453                                                | vor Gaubitsch 7 Standort KG: Gaubitsch                    | Die spätgotische Lichtsäule ist mit der Jahreszahl 1487 bezeichnet. | BDA-Hist.: Q38174584 Status: § 2a Stand der BDA-Liste: 2025-06-30 Name: Lichtsäule GstNr.: 287                                                       |
| ja   | Datei hochladen | Lichtsäule HERIS-ID: 13284 Objekt-ID: 9456                                                | Fünfhaus 1, vor Standort KG: Gaubitsch                    | Die spätgotische Lichtsäule stammt aus der zweiten Hälfte des 15. Jahrhunderts. | BDA-Hist.: Q38174599 Status: § 2a Stand der BDA-Liste: 2025-06-30 Name: Lichtsäule GstNr.: 455                                                       |
| ja   | Datei hochladen | Lichtsäule HERIS-ID: 13287 Objekt-ID: 9459                                                | Standort KG: Gaubitsch                                    | Die spätgotische Lichtsäule stammt aus der zweiten Hälfte des 15. Jahrhunderts. | BDA-Hist.: Q38174614 Status: § 2a Stand der BDA-Liste: 2025-06-30 Name: Lichtsäule GstNr.: 1346                                                      |
| ja   | Datei hochladen | Kath. Pfarrkirche hl. Stephanus und Friedhof HERIS-ID: 13280 Objekt-ID: 9452              | Gaubitsch 1, bei Standort KG: Gaubitsch                   | Das romanische Langhaus der Kirche wurde 13. Jahrhundert erbaut. Der gotische Chor und der ebenfalls gotische, im 19. Jahrhundert veränderte Westturm stammen aus der ersten Hälfte des 14. Jahrhunderts. Mitte des 18. Jahrhunderts kam es zu barocken Um- und Anbauten. Josef Kessler schuf 1875 das Altarbild am neugotischen Hochaltar. Die Kirche ist zum Teil von einer alten Friedhofsmauer umgeben. | BDA-Hist.: Q38174529 Status: § 2a Stand der BDA-Liste: 2025-06-30 Name: Kath. Pfarrkirche hl. Stephanus und Friedhof GstNr.: 1 Pfarrkirche Gaubitsch |
| ja   | Datei hochladen | Bildstock hl. Johannes Nepomuk HERIS-ID: 13271 Objekt-ID: 9443                            | gegenüber Kleinbaumgarten 95 Standort KG: Kleinbaumgarten | An einen Bildstock aus dem 17. Jahrhundert ist eine Heiligenfigur aus dem 19. Jahrhundert angefügt. | BDA-Hist.: Q38174341 Status: § 2a Stand der BDA-Liste: 2025-06-30 Name: Bildstock hl. Johannes Nepomuk GstNr.: 1623/1                                |
| ja   | Datei hochladen | Bildstock HERIS-ID: 85253 Objekt-ID: 99443                                                | vor Kleinbaumgarten 112 Standort KG: Kleinbaumgarten      | | BDA-Hist.: Q38184855 Status: § 2a Stand der BDA-Liste: 2025-06-30 Name: Bildstock GstNr.: 1623/14                                                    |
| ja   | Datei hochladen | Wegkapelle hl. Johannes Nepomuk HERIS-ID: 13289 Objekt-ID: 9461                           | Standort KG: Kleinbaumgarten                              | | BDA-Hist.: Q38174635 Status: § 2a Stand der BDA-Liste: 2025-06-30 Name: Wegkapelle hl. Johannes Nepomuk GstNr.: 1696/1                               |
| ja   | Datei hochladen | Figurenbildstock hl. Johannes Nepomuk, Schwarzer Johannes HERIS-ID: 13291 Objekt-ID: 9463 | Standort KG: Kleinbaumgarten                              | | BDA-Hist.: Q38174661 Status: § 2a Stand der BDA-Liste: 2025-06-30 Name: Figurenbildstock hl. Johannes Nepomuk, Schwarzer Johannes GstNr.: 2056       |